# Tormo (Crespiatica)
Tormo è una frazione del comune lombardo di Crespiatica, posta a sudovest del centro abitato, verso il capoluogo provinciale.

## Storia
La località, di antichissima origine e posta sulla strada Lodi-Crema, costituiva un comune autonomo. Il nome della frazione deriva dal fiume Tormo, affluente dell'Adda.
In età napoleonica (1809-16) Tormo coi suoi 246 abitanti fu frazione di Corte Palasio, recuperando l'autonomia con la costituzione del Regno Lombardo-Veneto.
All'unità d'Italia (1861) il comune contava 235 abitanti. Nel 1879 fu aggregato a Crespiatica.
Dal 1880 al 1931 Tormo fu servita da una fermata della tranvia Lodi-Crema-Soncino.

## Monumenti e luoghi d'interesse
Al centro della frazione è posta la neoclassica villa Cavezzali Gabba, costruita nella prima metà dell'Ottocento, con numerose stanze affrescate e con dipinti di importanti maestri italiani dell'Ottocento (Hayez, Podesti, Palagi, ecc.).
La villa è circondata da un bel parco e vanta un tempietto neoclassico ora divenuto chiesa parrocchiale.

## Infrastrutture e trasporti
Fra il 1880 e il 1931 in località Tormo era presente una fermata della tranvia Lodi-Crema-Soncino.